# پارادایس (نوادا)
پارادایس، نوادا (به انگلیسی: Paradise, Nevada) یک سکونتگاه مسکونی در ایالات متحده آمریکا است که در شهرستان کلارک، نوادا واقع شده‌است.

## خصوصیات
پارادایس ۲۲۳٬۱۶۷ نفر جمعیت دارد و ۶۲۷ متر بالاتر از سطح دریا واقع شده‌است.